# Orde van Sportieve Verdienste (Frankrijk)
De Orde van Sportieve Verdienste (Frans: "Ordre du Mérite sportif") werd op 6 juli 1956 ingesteld en was een van de negentien "ministeriële orden" van de Franse republiek
en werd in met 15 andere Franse orden op 1 januari 1963 vervangen door de Nationale Orde van Verdienste. De orde werd aan Fransen en vreemdelingen verleend voor het verbeteren van de sport en de lichamelijke opvoeding in Frankrijk en de Franse Unie. De orde werd door een Raad die werd voorgezeten door de Minister voor Onderwijs beheerd.
De Orde verving de in 1929 ingestelde Eremedaille voor Lichamelijke Opvoeding en Sport (Frans:"Médaille d’honneur de l’Éducation Physique et des Sports") en de in 1946 ingestelde Medaille voor Lichamelijke Opvoeding en Sport (Frans:"Médaille de l’Éducation Physique et des Sports").
De dragers van deze medailles werden als ridder of officier in de Orde van Sportieve Verdienste opgenomen.
Tegelijk met de orde werd ook een nieuwe medaille ingesteld; de eremedaille voor de jeugd en de sport (Frans:"Médaille d’honneur de la Jeunesse et des Sports") die voor sportleraren die in de exclusieve Orde van de Academische Palmen opgenomen willen worden onontbeerlijk is.

## De drie rangen van de orde
- Commandeur - De commandeur draagt een groot uitgevoerd geëmailleerd gouden kleinood van de Orde met een lauwerkrans als verhoging aan een lint om de hals.
- Officier - De officier draagt een niet geëmailleerd gouden kleinood aan een lint met een rozet op de linkerborst.
- Ridder - De ridder draagt een niet geëmailleerd zilveren kleinood aan een lint op de linkerborst.

## De versierselen van de orde
Het kleinood van de orde was een gouden of zilveren medaillon in de vorm van een grote krans met daarop de godin Nikè en daaronder een medaillon dat alleen bij de Commandeur lichtblauw geëmailleerd is. Op de keerzijde staan de woorden "REPUBLIQUE FRANCAISE.
Het lint was lichtblauw met gele biezen.
De seculiere Franse Republiek kende geen ridderorden die de traditionele vorm van een kruis hebben. Daarom werd bij de vormgeving van deze door Raymond Corbin ontworpen decoratie voor een kleinood in de vorm van een medaillon met een gevleugelde godin gekozen.
Zie ook: lijst van historische orden van Frankrijk.

## Bronnen